# 昆尼帕人
昆尼帕人，是康乃狄克州新港縣（New Haven, CT）曾经的土著居民，属于印第安阿爾岡奎人。在17世纪初欧洲人到来的时候，大约有250－460人。昆尼帕人大致分为4个社群：昆尼帕本支（Quinnipiac proper）、梦涛威瑟酋长领（Montowese Sachemdom）、多多坎（Totoket）、麦农科塔（Menuncatuck）。自从17世纪初英国清教徒前来定居以后，昆尼帕人的土地被陆续骗走，他们被限制在一个美国最早的印第安保留地内。但是150年以后，由于清教徒的隐蔽种族清洗政策，他们的土地被完全骗取，他们也开始了流浪生涯。